# Les Mesneux
Les Mesneux est une commune française située dans le département de la Marne, en région Grand Est.

## Géographie
| Vrigny           | Ormes   | Tinqueux          |
| Pargny-lès-Reims | Mesneux | Bezannes          |
| Villedommange    | Sacy    | Villers-aux-Nœuds |

### Hydrographie
La commune est dans la région hydrographique « la Seine du confluent de l'Oise (inclus) à l'embouchure » au sein du bassin Seine-Normandie. Elle n'est drainée par aucun cours d'eau,.

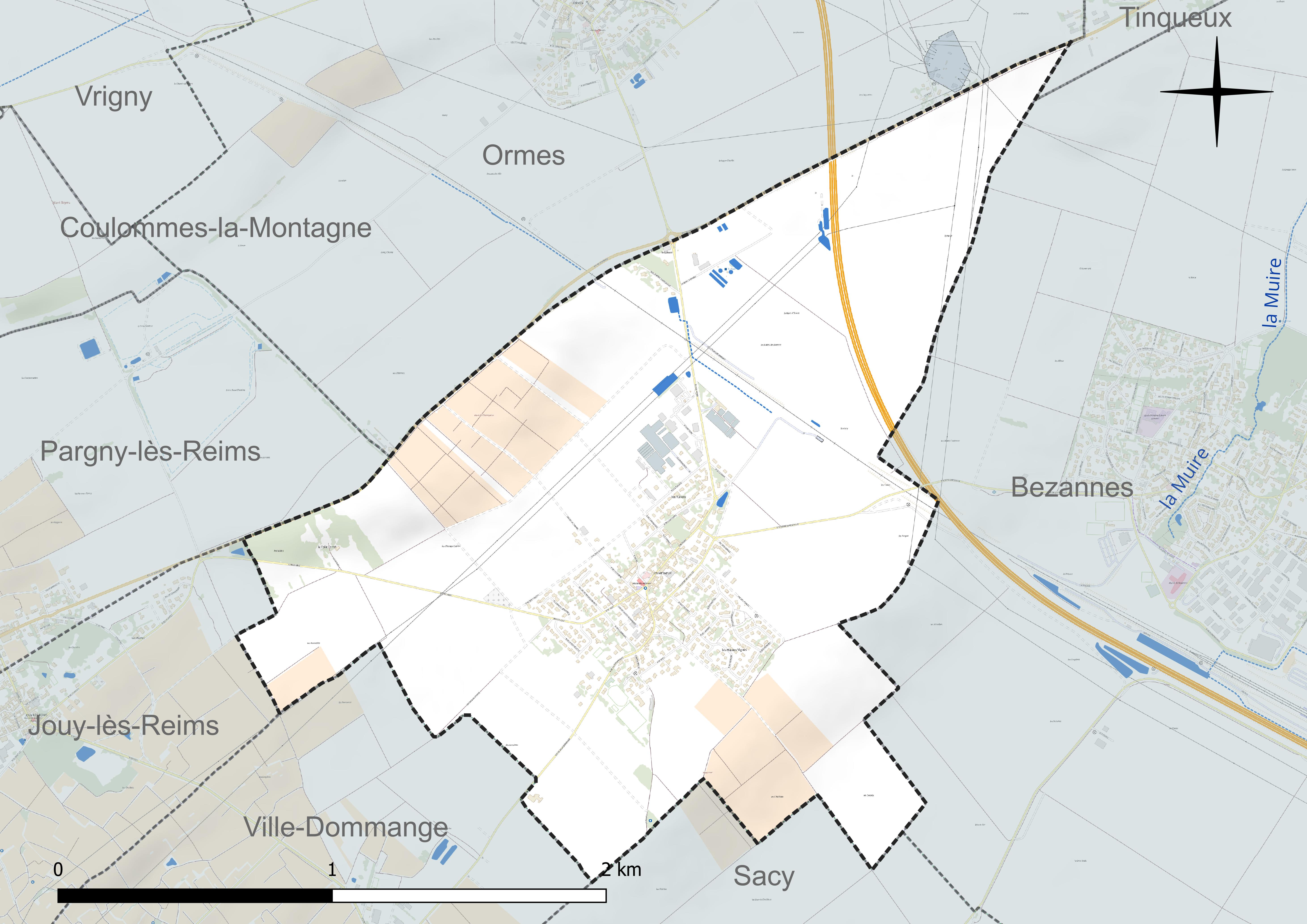
Réseau hydrographique des Mesneux.

### Climat
Pour des articles plus généraux, voir Climat du Grand Est et Climat de la Marne.
En 2010, le climat de la commune est de type climat océanique dégradé des plaines du Centre et du Nord, selon une étude du Centre national de la recherche scientifique s'appuyant sur une série de données couvrant la période 1971-2000. En 2020, Météo-France publie une typologie des climats de la France métropolitaine dans laquelle la commune est exposée à un climat océanique altéré et est dans la région climatique  Nord-est du bassin Parisien, caractérisée par un ensoleillement médiocre, une pluviométrie moyenne régulièrement répartie au cours de l’année et un hiver froid (3 °C). 
Pour la période 1971-2000, la température annuelle moyenne est de 10,6 °C, avec une amplitude thermique annuelle de 15,8 °C. Le cumul annuel moyen de précipitations est de 674 mm, avec 10,8 jours de précipitations en janvier et 7,9 jours en juillet. Pour la période 1991-2020, la température moyenne annuelle observée sur la station météorologique de Météo-France la plus proche, « Chambrecy-Civc », sur la commune de Chambrecy à 11 km à vol d'oiseau, est de 10,7 °C et le cumul annuel moyen de précipitations est de 734,0 mm. 
La température maximale relevée sur cette station est de 40,3 °C, atteinte le 25 juillet 2019 ; la température minimale est de −22,1 °C, atteinte le 17 janvier 1985,,. 
Les paramètres climatiques de la commune ont été estimés pour le milieu du siècle (2041-2070) selon différents scénarios d'émission de gaz à effet de serre à partir des nouvelles projections climatiques de référence DRIAS-2020. Ils sont consultables sur un site dédié publié par Météo-France en novembre 2022.

## Urbanisme

### Typologie
Au 1er janvier 2024, Les Mesneux est catégorisée bourg rural, selon la nouvelle grille communale de densité à sept niveaux définie par l'Insee en 2022.
Elle est située hors unité urbaine. Par ailleurs la commune fait partie de l'aire d'attraction de Reims, dont elle est une commune de la couronne,. Cette aire, qui regroupe 294 communes, est catégorisée dans les aires de 200 000 à moins de 700 000 habitants,.

### Occupation des sols
L'occupation des sols de la commune, telle qu'elle ressort de la base de données européenne d’occupation biophysique des sols Corine Land Cover (CLC), est marquée par l'importance des territoires agricoles (87,9 % en 2018), en diminution par rapport à 1990 (90,6 %). La répartition détaillée en 2018 est la suivante : 
terres arables (80,7 %), zones urbanisées (12,1 %), cultures permanentes (7,2 %). L'évolution de l’occupation des sols de la commune et de ses infrastructures peut être observée sur les différentes représentations cartographiques du territoire : la carte de Cassini (XVIIIe siècle), la carte d'état-major (1820-1866) et les cartes ou photos aériennes de l'IGN pour la période actuelle (1950 à aujourd'hui).

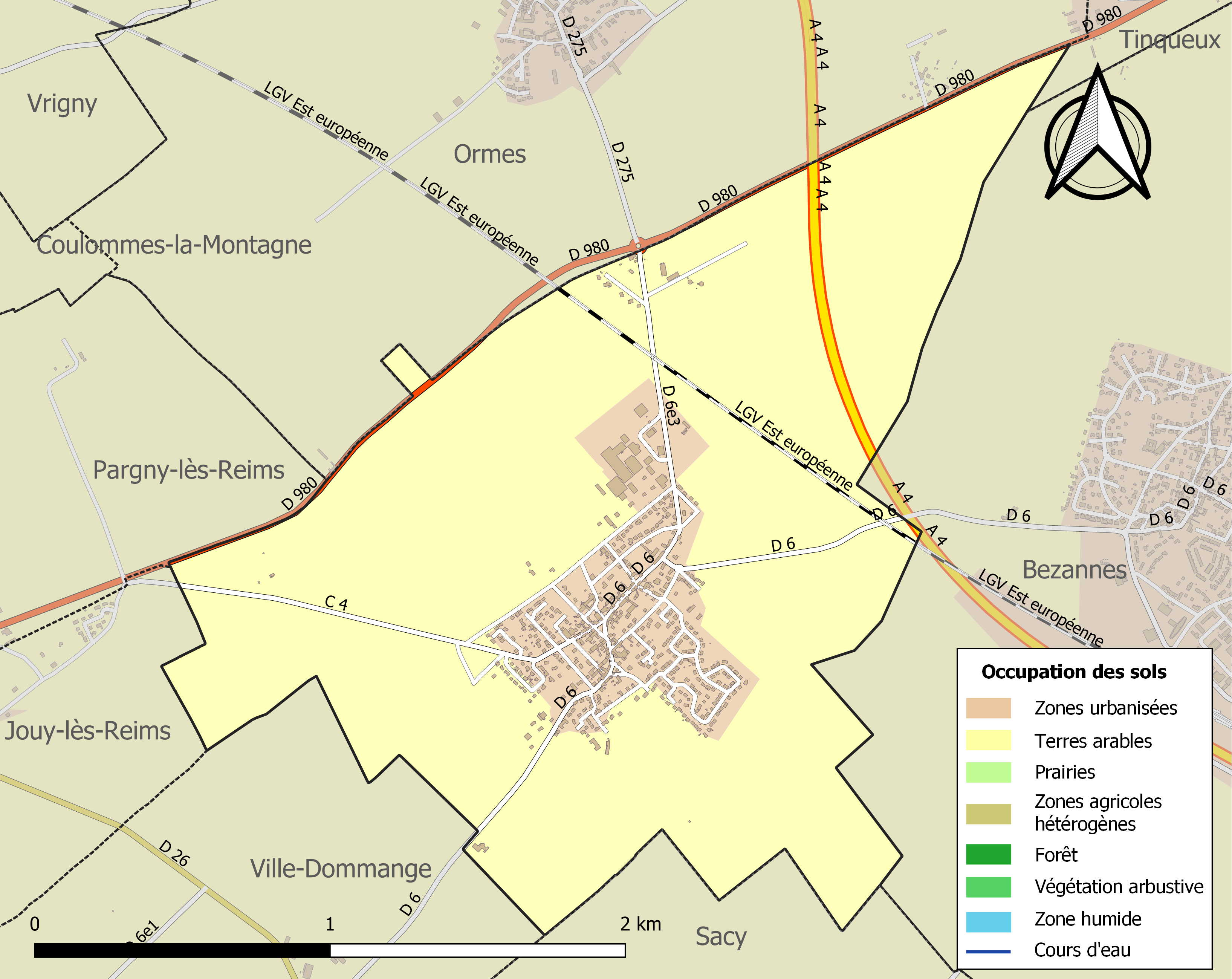
Carte des infrastructures et de l'occupation des sols de la commune en 2018 (CLC).

## Toponymie
Le nom de la localité est attesté sous les formes Mesnix (XIIe siècle) ; Maisnix (1177) ; Apud Maisnillos (1220) ; Manillum (1280) ; Les Mainius (1295) ; Les Mainiex (commencement du XIVe siècle) ; Menellia prope Remis (1319) ; Les Maisnieux, les Maisnuex, Masnilla (1346) ; Mainilla (1357) ; Les Mesnieux (1362) ; Les Mainiulz (1365) ; Esmainieulx devant Reims (1372) ; Maynuex, les Maignuelx (1374) ; Les Mainniex, Mainiex (1375) ; Maynnex, Mainelx, Maignuelx (vers 1375) ; Maineulx vers Reims (1384) ; Les Maisniex de lès Reims (1384) ; Mainieulx-vers-Reims, Mainieux-lez-Reims, Mainieu-devant-Reims, les Mainieulx-lez-Reims (1384) ; Les Mesgneux-lez-Reims (1433) ; Les Mainneulx-lès-Reims (1458) ; Les Maingneux-lez-Reims (1464) ; Les Maisneux-lès-Reims (1522) ; Les Maigneux (1553) ; Maigneux (1565) ; Maignex (1571) ; Mesgneux (1599) ; Les Meneux (1691) ; Les Mesneux (XVIIIe siècle).

À comprendre *Mesnius ; apud Mesnillos ou Apud Maisnillos en 1220 ; pluriel de l'oïl mesnil « habitation rurale, ferme, manoir ».

## Politique et administration
| Période                                  | Période                    | Identité              | Étiquette | Qualité                        |
| ---------------------------------------- | -------------------------- | --------------------- | --------- | ------------------------------ |
| 1876                                     |                            | Vincent               |           |                                |
| Les données manquantes sont à compléter. |                            |                       |           |                                |
| mars 2001                                | mars 2008                  | Jean-Claude Levasseur | UMP       |                                |
| mars 2008                                | En cours (au 04 juin 2020) | Anny Dessoy           |           | Réélu pour le mandat 2020-2026 |

## Démographie
L'évolution du nombre d'habitants est connue à travers les recensements de la population effectués dans la commune depuis 1793. Pour les communes de moins de 10 000 habitants, une enquête de recensement portant sur toute la population est réalisée tous les cinq ans, les populations de référence des années intermédiaires étant quant à elles estimées par interpolation ou extrapolation. Pour la commune, le premier recensement exhaustif entrant dans le cadre du nouveau dispositif a été réalisé en 2006.

En 2022, la commune comptait 963 habitants, en évolution de +13,03 % par rapport à 2016 (Marne : −1,19 %, France hors Mayotte : +2,11 %).
| 1793 | 1800 | 1806 | 1821 | 1831 | 1836 | 1841 | 1846 | 1851 |
| ---- | ---- | ---- | ---- | ---- | ---- | ---- | ---- | ---- |
| 415  | 374  | 407  | 313  | 307  | 305  | 317  | 310  | 303  |

| 1856 | 1861 | 1866 | 1872 | 1876 | 1881 | 1886 | 1891 | 1896 |
| ---- | ---- | ---- | ---- | ---- | ---- | ---- | ---- | ---- |
| 289  | 253  | 245  | 206  | 199  | 194  | 193  | 191  | 186  |

| 1901 | 1906 | 1911 | 1921 | 1926 | 1931 | 1936 | 1946 | 1954 |
| ---- | ---- | ---- | ---- | ---- | ---- | ---- | ---- | ---- |
| 180  | 204  | 204  | 204  | 185  | 173  | 175  | 184  | 277  |

| 1962 | 1968 | 1975 | 1982 | 1990 | 1999 | 2006 | 2011 | 2016 |
| ---- | ---- | ---- | ---- | ---- | ---- | ---- | ---- | ---- |
| 281  | 323  | 371  | 667  | 756  | 865  | 858  | 832  | 852  |

| 2021 | 2022 | - | - | - | - | - | - | - |
| ---- | ---- | - | - | - | - | - | - | - |
| 934  | 963  | - | - | - | - | - | - | - |

## Économie
Entouré de vignes et de champs, les viticulteurs et agriculteurs sont nombreux dans ce village. Le vignoble est composé de 47 hectares en appellation Champagne.

## Lieux et monuments
Église romane du XIe siècle.
Centre sportif : 

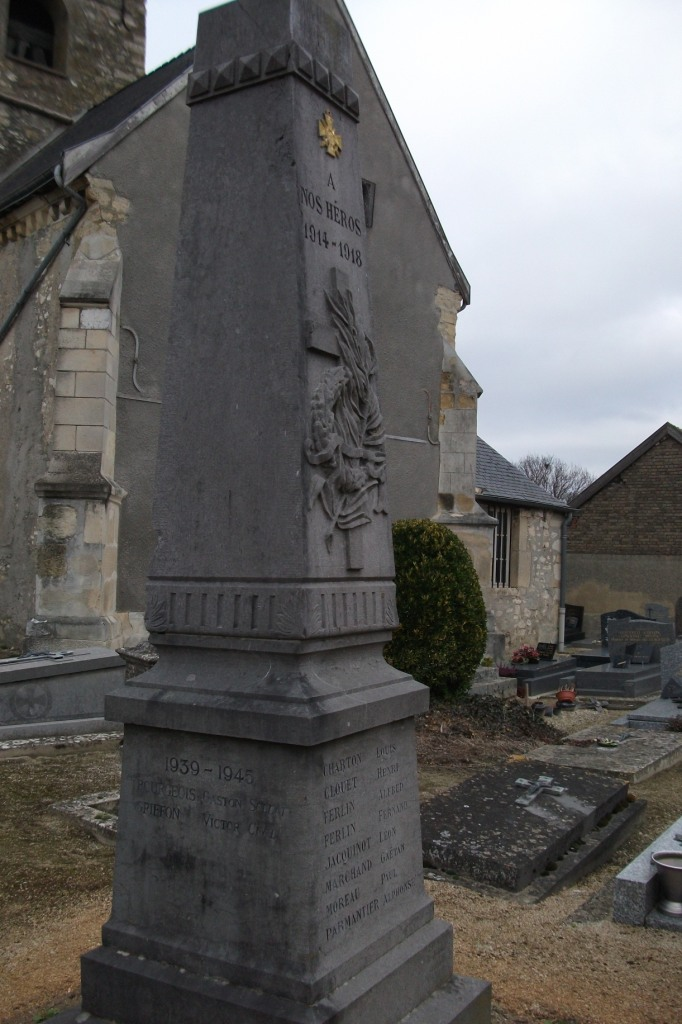
Le monument aux morts dans le cimetière.

- bâtiment La Croisette route de Villedomange ;
- Tennis de table ;
- Musculation (ASC Les Mesneux).

Gare TGV à proximité.
Grands espaces verts garnis.

## Personnalités liées à la commune
- Gustave Tritant (1837-1907), organiste et compositeur, y est né.